# NGC 6759
NGC 6759 (другие обозначения — PGC 62779, MCG 8-35-2, ZWG 256.6) — галактика в созвездии Дракон.
Этот объект входит в число перечисленных в оригинальной редакции «Нового общего каталога».